# 333003 Espiritu
333003 Espiritu este o planetă minoră (asteroid), cu un diametru de 3,775 km, din centura de asteroizi. A fost descoperită pe 27 octombrie 2008 la Mount Lemmon⁠(d) de Mount Lemmon Survey⁠(d). 
Obiectul prezintă o orbită caracterizată de o semiaxă mare de 2,8637973818481 UAi, o excentricitate de 0,098573883278413, o înclinație de 11,445264289161 ° în raport cu ecliptica.